# Sesamoïditis
La sesamoïditis és un procés inflamatori dolorós que afecta les estructures tendinoses que envolten el conjunt d'ossos sesamoides. Aquesta patologia afecta més els adolescents i els adults joves.
La zona on s'ubiquen els ossos sesamoides està contínuament sotmesa a forces durant les activitats físiques, sobretot en les activitats com córrer i saltar, i quan aquestes són excessives, poden acabar amb la inflamació de la zona o, fins i tot, amb la fractura d'aquests ossos. És una patologia comuna en atletes i persones que practiquen esports de molt impacte com bàsquet, handbol o les ballarines de ballet.

## Símptomes
Els símptomes típics de la sesamoïditis són els següents:
- Dolor a la part anterior de la planta del peu. De vegades, el dolor pot ser a la part de dalt del peu.
- El dolor acostuma a ser gradual, no acostuma a aparèixer de manera sobtada.
- El dolor apareix quan es recolza el peu i es posa tot el pes del cos sobre la zona inflamada.
- Pot aparèixer rigidesa a la zona afectada.
- En situacions més agudes poden aparèixer crepitacions a la zona.

## Causes
Les principals causes de les sesamoïditis són les següents:
- Estrès crònic repetitiu: fa referència a traumatismes a la zona dels ossos sesamoides de manera repetida a causa d'un impacte a l'hora de fer una activitat física com córrer. Aquests traumatismes es poden produir per un increment excessiu de l'activitat, per utilitzar de manera inadequada el calçat o simplement per variacions anatòmiques.
- L'ús de talons alts també és un factor que pot provocar la sesamoïditis.
- Altres causes que poden desencadenar una sesamoïditis són: infeccions, artritis i/o artrosi.

## Diagnòstic
Per poder diagnosticar una sesamoïditis cal tenir la història clínica del pacient i fer-li un examen físic exhaustiu. Es necessita saber quin tipus d'activitat ha fet el pacient, durant quant de temps, quin tipus de calçat utilitzava, etc.
Durant l'exploració física es buscaran signes de mobilitat reduïda, augment de la sensibilitat o dolor a la zona afectada.
També es poden fer radiografies de la zona o, fins i tot, ressonàncies magnètiques per veure si existeixen variacions anatòmiques o petites fractures.

## Tractament
Per tractar la sesamoïditis cal fer repòs durant unes setmanes per intentar que el problema no es torni crònic. A més a més, moltes vegades també es recomana la ingesta d'antiinflamatoris o analgèsics per a reduir el dolor i la inflamació.
Si la sesamoïditis fos causada per un problema anatòmic del pacient es podria tractar de compensar o modificar les plantilles de les sabates. També es recomana utilitzar calçat ample i sense talons.
Unes altres opcions podrien ser el tractament amb injeccions de corticoides, crioteràpia, corrents elèctriques i ultrasons o, en situacions més complicades, la cirurgia.